# Зорленчор
Зорленчор (рум. Zorlencior) — село у повіті Караш-Северін в Румунії. Входить до складу комуни Зорленцу-Маре.
Село розташоване на відстані 341 км на захід від Бухареста, 21 км на північний схід від Решиці, 68 км на південний схід від Тімішоари.

## Населення
За даними перепису населення 2002 року у селі проживали 165 осіб, з них 164 особи (99,4%) румунів. Рідною мовою 163 особи (98,8%) назвали румунську.